# El otoño del patriarca
El otoño del patriarca és una novel·la de l'escriptor colombià Gabriel García Márquez, publicada el 1975.
La novel·la, que és considerada com una faula sobre la solitud del poder, es desenvolupa en un país fictici a la vora del mar del Carib. Aquest país és governat per un ancià dictador que recrea el prototip de les dictadures llatinoamericanes del segle xx.
A El otoño del patriarca, i amb un estil molt singular, García Márquez elabora algunes de les seves formes i conclou la seva història utilitzant llargs paràgrafs amb pocs punts seguits i a part, en què aconsegueix entrellaçar diferents punts de vista narratius: una mena de monòleg múltiple en què intervenen diverses veus sense identificar-se. Aquesta novel·la és considerada un llarg poema en prosa, i l'obra que més bé representa el mític tirà contemporani.
Fou escrita en gran part mentre l'escriptor residia a Barcelona.

## Personatges principals
- El dictador: un ancià general que no recorda quants anys té i no disposa d'educació escolar. Fou instal·lat al poder després d'un cop militar finançat pels americans. El poble el veu com una llegenda. Fa servir mètodes agressius per fer complir la llei (el seu nom, Zacarías, és mencionat només un cop a tota la novel·la).[5]
- Bendición Alvarado: mare del dictador. Vivia en la pobresa i es guanyava la vida pintant ocells que venia al mercat, sense arribar a saber que era una de les dones més riques del planeta, atès que el seu fill registrava a nom d'ella tot el que adquiria amb els negocis del govern. Quan mor, el general proclama la seva canonització civil i la nomena patrona de la nació, guaridora de malalts i mestressa dels ocells, decretant-se festa nacional el dia del seu naixement, coneguda des d'aleshores com a Santa Bendición Alvarado de los pájaros.
- Leticia Nazareno: novícia que és escollida pel general per ser la seva companya el dia en què expulsa tots els religiosos de la nació després de trencar les relacions amb el Vaticà i expropiar els béns de l'Església. Leticia esdevé la seva amant i dona, arribant a gaudir d'una gran influència en les decisions del general. Per això acaba guanyant-se l'antipatia del cercle de poder i de la població en general, cosa que condueix que es faci una conspiració en contra seva i sigui devorada, juntament amb el seu fill petit, per 28 gossos.

## Personatges secundaris
- Manuela Sánchez: dona del poble de la qual s'enamora el general i a qui vol convertir en la seva amant. Manuela desapareix sense explicació quan està al teulat de casa seva amb el dictador mentre observen l'aparició d'un eclipsi.
- Patricio Aragonés: home idèntic físicament al general, Aragonés fou trobat suplantant el dictador als pobles indígenes per guanyar diners. Fou detingut i perdonat a canvi de fer-se passar pel dictador en diferents actes públics.
- Rodrigo de Aguilar: general de plena confiança del dictador fins que descobreix la seva traïció i l'enorme quantitat de conspiracions que havia teixit en contra seva. Abans de donar el seu cop mestre, és assassinat. El seu cos és presentat en un banquet d'oficials com a plat principal a aquells que s'havien confabulat en contra seva.
- Saturno Santos: indígena llegendari que protegeix el general amb el seu ganivet.
- José Ignacio Sáenz de la Barra: descendent de l'aristocràcia criolla que és desplaçada pel poder per les Guerres Civils. Aquest personatge és designat pel general Cap dels serveis d'Intel·ligència i de l'aparell repressor de l'Estat (inclosa la policia secreta). Fou el tercer personatge a obtenir un poder immens a l'ombra de l'ancià dictador, després de Rodrigo de Aguilar i de Leticia Nazareno. Al final és apallissat, torturat i penjat d'un fanal a la Plaça d'Armes per ordres del mateix general.